# Green Head
Green Head – miasto w Australii, w stanie Australia Zachodnia, nad Oceanem Indyjskim.